# Mauricio Morales
Mauricio Rafael Morales Ovalle (ur. 27 listopada 1967 w mieście Meksyk) – meksykański sędzia piłkarski. Posługuje się językiem hiszpańskim. 
W ojczystej Primera División zaczął sędziować w wieku 33 lat. Arbitrem międzynarodowym jest od 2004 roku.